# 四溴化硒
四溴化硒，簡稱四溴硒。是一种由溴、硒組成的無機化合物，其中溴的質量佔比為80.18%，硒則佔19.81%。它是一種最為常見的溴硒化物。其他溴硒化物有二溴化硒等。四溴化硒的化学式为SeBr4。这种黄色或红棕色晶体在潮湿的空气中与水反应生成亚硒酸。它可溶于二硫化碳、氯仿和溴乙烷。它可由溴单质与硒单质直接化合制得：
{\displaystyle {\rm {\ Se+2Br_{2}\rightarrow SeBr_{4}}}}